# Agresso
Unit4 Business World är ett affärssystem som från början kommer från Norge. Bolaget ägs sedan 2000 av den nederländska koncernen Unit4. Det svenska dotterbolaget, Unit4 AB, har sitt säte i Frösunda i Solna och har ca. 350 anställda. År 2010 bytte Agresso AB namn till UNIT4 Agresso AB och 2015 byttes namnet till Unit4 AB. Även själva affärssystemet har bytt namn från Agresso till Unit4 Business World.

## Historik
Agresso har norskt ursprung med rötter från 1983 och hette då Inenco AS. Agresso AS bildades 1991.
1992 upphandlade svenska Riksrevisionsverket ett nytt ekonomisystem, fick 23 anbud, och valde då det relativt okända systemet Agresso Business World från ett litet företag med 15 anställda. Det blev sedan Ekonomistyrningsverket (ESV) som drev implementering, konsultering och förvaltning av installationer på de statliga myndigheterna och verken. [källa behövs]